# Yvrac-et-Malleyrand
Yvrac-et-Malleyrand – miejscowość i gmina we Francji, w regionie Nowa Akwitania, w departamencie Charente.
Według danych na rok 1990 gminę zamieszkiwały 432 osoby, a gęstość zaludnienia wynosiła 23 osób/km² (wśród 1467 gmin regionu Poitou-Charentes Yvrac-et-Malleyrand plasuje się na 603. miejscu pod względem liczby ludności, natomiast pod względem powierzchni na miejscu 443.).